# TTT Riga
Le TTT Riga, autrefois connu comme Daugava Riga, est un club letton féminin de basket-ball appartenant à l'élite du championnat letton, mais également au championnat lituanien. Le club, basé dans la ville de Riga, participe également à la Ligue baltique féminine de basket-ball.

## Historique

### 1960-1982: l'Europe

Le logo du Daugava

Le Daugava Riga fut le cauchemar des clubs tchécoslovaques et français, pour ne pas dire de toute l'Europe dans les années 1960-1970. Emmenées par Uļjana Semjonova, le Daugava remporte presque tous les titres de champion d'Europe jusque dans les années 1980, offrant au passage des duels mythiques contre le Clermont UC ou le Sparta Prague.

### Près de 20 ans de pause
Après l'arrêt de Semjonova, et avec les changements de gouvernement, le club disparaît peu à peu.

### Les années 2000

Le premier logo des années 2000

Le club commence à renaître en 1999, sous l'impulsion du club omnisports du SK Riga qui crée tout d'abord le BK Riga, qui récupérera ensuite les droits sportifs du Daugava TTT Riga.
En 2001, le club remporte le championnat letton, et revient donc peu à peu sur la scène européenne.
À partir de la saison 2007-2008, le club à la particularité de jouer à la fois dans le championnat letton (LSBL) et le championnat lituanien (LMKL), en plus de jouer en Baltic League et en Euroligue.

## Palmarès
International
- Vainqueur de la Coupe d'Europe des clubs champions (18) : 1960, 1961, 1962, 1964, 1965, 1966, 1967, 1968, 1969, 1970, 1971, 1972, 1973, 1974, 1975, 1977, 1981, 1982
  - Vice-champion d'Europe : 1985
- Vainqueur de la Coupe Ronchetti : 1987

National
- Lettonie : 2001, 2002, 2003, 2004, 2005, 2007, 2008, 2010, 2011, 2014, 2015, 2016, 2017, 2018

URSS
- Champion d'URSS (21) : 1960, 1961, 1962, 1964, 1965, 1966, 1968, 1969, 1970, 1971, 1972, 1973, 1975, 1976, 1977, 1979, 1980, 1981, 1982, 1983, 1984

## Effectif 2013-2014
| Numéro | Nom               | Née le           | Taille | Nationalité | Poste         |
| 4      | Dita Rozenberga   | 1992             | 1,80 m | Lettonie    | Ailière       |
| 6      | Laura Purina      | 1990             | 1,74 m | Lettonie    | Arrière       |
| 7      | Ieva Kulite       | 1988             | 1,91 m | États-Unis  | Pivot         |
| 9      | Laksa Kijia       | 1996             | 1,82 m | Lettonie    | Arrière       |
| 10     | Sydney Carter     | 18 novembre 1990 | 1,67 m | États-Unis  | Meneuse       |
| 11     | Ruta Veidere      | 1994             | 1,88 m | Lettonie    | Ailière forte |
| 13     | Kristine Karklina | 1983             | 1,75 m | Lettonie    | Arrière       |
| 24     | Ance Aizsila      | 1994             | 1,75 m | Lettonie    | Arrière       |
| 25     | Britanny Carter   | 1989             | 1,75 m | États-Unis  | Arrière       |
| 44     | Baiba Eglite      | 1989             | 1,76 m | Lettonie    | Intérieure    |

Entraîneur : Aigars Nerips
Assistant : Viktors Lacis
Riga remporte le championnat letton 2014 par 3 victoires à 2 contre SK Cesis, ainsi que le championnat letto-estonien.

## Effectif 2010-2011
| Numéro | Nom                    | Née le            | Taille  | Nationalité | Poste      |
| 4      | Anda Eibele            | 30 juillet 1984   | 1,70 m  | Lettonie    | Arrière    |
| 5      | Shavonte Zellous       | 28 août 1986      | 1,78 m  | États-Unis  | Arrière    |
| 6      | Quanitra Hollingsworth | 15 novembre 1988  | 1,96 m  | États-Unis  | Intérieure |
| 7      | Karline Nimane         | 16 novembre 1990  | 1,86 m  | Lettonie    | Ailière    |
| 8      | Liga Surkusa           | 16 juillet 1991   | 1,94 m  | Lettonie    | Intérieure |
| 9      | Kristine Karklina      | 30 septembre 1983 | 1,75 m  | Lettonie    | Arrière    |
| 11     | Daina Staugaitiene     | 8 août 1980       | 1,82 m  | Lituanie    | Ailière    |
| 12     | Ieva Veinberga         | 27 novembre 1984  | 1,803 m | Lettonie    | Ailière    |
| 13     | Dita Krumberga         | 20 mars 1984      | 1,80 m  | Lettonie    | Ailière    |
| 14     | Kimberly Butler        | 7 septembre 1982  | 1,86 m  | États-Unis  | Intérieure |

Entraîneur : Aigars Nerips
Assistant : Edgars Suraks

## Entraîneurs successifs
- Depuis ? :  Ainārs Čukste
- ? - ? :  Oļģerta Altberga

## Joueuses célèbres ou marquantes
- Sandra Jostiņa
- Uļjana Semjonova
- Edīte Tuča